# 葛從周
葛從周（9世纪—916年），字通美，濮州鄄城（今山東鄄城北）人。唐朝末年追随朱温的武将。

## 生平
曾祖父葛阮，祖父葛遇賢，父親叫葛簡，累赠至兵部尚書。母宋氏。葛從周最初參加黃巢農民軍，升至軍校。中和四年（884年）三月，朱溫在王滿渡（今河南中牟北）大敗黃巢，葛從周和霍存、張歸霸、李讜等人一同投降了朱溫，此後就一直爲朱溫四處征討。七月，朱溫攻打蔡州（今河南汝南）時，從馬上跌落，敵人紛紛前來追趕，葛從周見狀，扶朱溫上馬，然後奮力抵擋，掩護朱溫撤退，臉部受傷，大腿中箭。從此葛從周開始被朱溫重用。
景福二年二月，與諸將大破朱瑾徐、兗之兵於石佛山。八月，與龐師古一起攻打兗州。乾寧元年三月，軍至新泰縣，朱瑾命令都將張約、李胡椒率三千人來戰，龐師古派遣從周、張存敬等掩襲，後生擒張約、李胡椒等都將數十人，又生擒都將張漢筠，以功累遷檢校左僕射。河北諺曰：「山東一條葛，無事莫撩撥。」任兖州节度使。
朱温即位，为左金吾卫上将军，葛从周以疾致仕，又拜右卫上将军，居于偃师县，授太子太师。后梁末帝即位，拜昭义军节度使，封陳留郡王，累食邑至七千戶。貞明初年，卒於家中，贈太尉。有五个儿子。因神道碑阙字，仅可知其非最长之子名为葛彦勋、葛彦浦，其余儿子的名字、官职、事迹、其养子谢彦璋是否也在五子之中，待考。
王仁裕《玉堂閒話》載後梁葛周不因廳頭甲者貪看愛姬美色而生氣，甲心存感激。有一次與唐師對陣時，某甲率數十騎衝破敵陣致勝。葛周賜愛姬、資粧數千緡為酬賞。這個故事與《韓詩外傳》「楚莊王絕纓」一事相仿。《太平廣記·第一百七十七·器量二》引錄此事。馮夢龍改編成三言兩拍的「喻世明言」故事〈葛令公生遣弄珠兒〉。

## 延伸阅读
[在维基数据编辑]
 《舊五代史·卷16》，出自薛居正《舊五代史》
 《新五代史·卷21》，出自歐陽修《新五代史》